# Shahn Eru
Shahn Eru (Nueva Zelanda, 20 de septiembre de 1989) es un jugador profesional neozelandés de rugby que se desempeña en la posición de segunda línea en Union Sportive Arlequins Perpignanais, equipo perteneciente a la liga Top 14.

## Carrera
Comenzó su carrera deportiva con el equipo Bay of Plenty Steamers, en el cual jugó dos temporadas (2015-2017), después pasó a Union Sportive Arlequins Perpignanais, donde lleva jugando siete temporadas.